# Anaplecta bolivari
Anaplecta bolivari är en kackerlacksart som beskrevs av Robert Walter Campbell Shelford 1909. Anaplecta bolivari ingår i släktet Anaplecta och familjen småkackerlackor. Inga underarter finns listade i Catalogue of Life.